# (13331) 1998 SU52
(13331) 1998 SU52 es un asteroide que forma parte de los asteroides troyanos de Júpiter, descubierto el 30 de septiembre de 1998 por el equipo del Spacewatch desde el Observatorio Nacional de Kitt Peak, Arizona, Estados Unidos.

## Designación y nombre
Designado provisionalmente como 1998 SU52.

## Características orbitales
(13331) 1998 SU52 está situado a una distancia media del Sol de 5,075 ua, pudiendo alejarse hasta 5,633 ua y acercarse hasta 4,517 ua. Su excentricidad es 0,110 y la inclinación orbital 2,296 grados. Emplea 4175,57 días en completar una órbita alrededor del Sol.

## Características físicas
La magnitud absoluta de (13331) 1998 SU52 es 11,51. Tiene 17,676 km de diámetro. Su albedo se estima en 0,171.